# Маслобоев, Алексей
Алексе́й Маслобо́ев (латыш. Aleksejs Maslobojevs; 10 июля 1986, Резекне) — латвийский футболист, вратарь ДЮСШ Резекне.

## Биография
Воспитанник резекненского футбола, до конца 2006 года Алексей Маслобоев выступал за местный клуб «Дижванаги». В начале 2007 года он попал в «Блазму» — клуб, пришедший на смену «Дижванагам».
30 апреля 2008 года Алексей Маслобоев провёл одну из самых значимых игр в своей карьере, когда в матче 1/8 финала Кубка Латвии в серии послематчевых пенальти была одержана победа над «Динабургом».
После окончания сезона 2008 года Алексей Маслобоев покинул «Блазму» и уехал за границу на заработки, но уже в начале мая 2009 года он вновь вернулся в ряды клуба. Летом того же года Алексей Маслобоев вновь покинул резекненский клуб, объявив о завершении своей футбольной карьеры.
После ухода из большого футбола Алексей Маслобоев играл в любительском мини-футбольном клубе «Берзгале», потом в 2010 году перешёл в новообразованный Виталием Восканом мини-футбольный клуб «Резекне».
В августе 2011 года Алексей Маслобоев вернулся в большой футбол, присоединившись к команде ДЮСШ Резекне, выступающей в Первой лиге Латвии. В сезоне 2012 года он провёл один матч за ДЮСШ Резекне в качестве защитника.

## Достижения
- Полуфиналист Кубка Латвии: 2006.
- Серебряный призёр Первой лиги Латвии: 2007.
- Бронзовый призёр Первой лиги Латвии: 2005.